# Stanwellia kaituna
Stanwellia kaituna là một loài nhện trong họ Nemesiidae.
Stanwellia kaituna được miêu tả năm 1968 bởi Forster.